# Casa del Canova

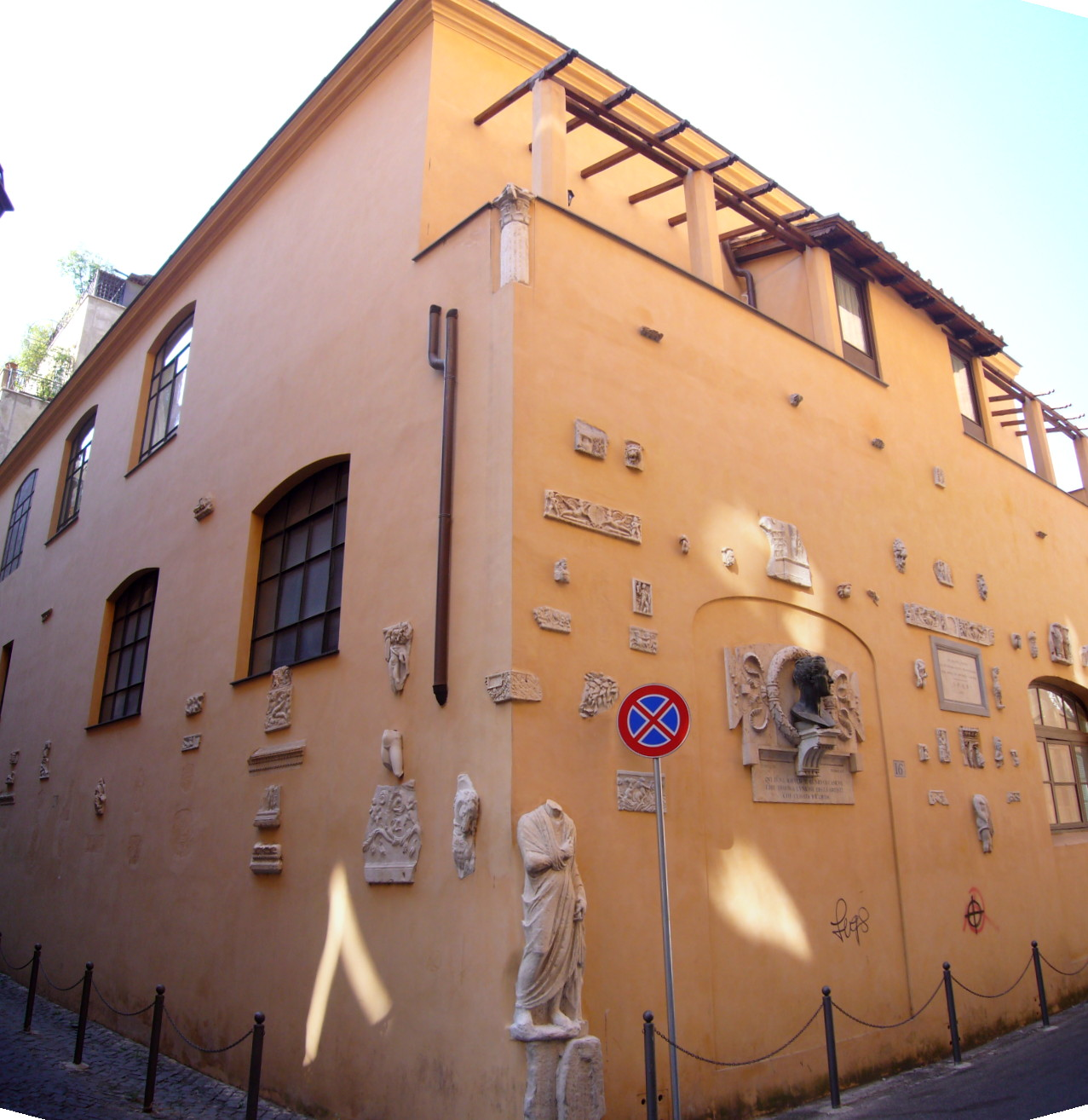
Vista do estúdio.

Casa del Canova, Studio del Canova ou Casa di Antonio Canova é uma antiga residência localizada na esquina da Via delle Colonnette com a Via Antonia Canova (antiga Via di San Giacomo), no rione Campo Marzio de Roma.

## História
A Casa-Studio di Antonio Canova é um edifício simples com porta e janelas curvadas, característica por diversos fragmentos de estátuas, arquitraves e esculturas encontradas na Via Ápia Antiga. A entrada principal fica no número 27 da Via delle Colonnette. O escultor Antonio Canova, natural de Treviso, se transferiu para Roma em 1799, estabelecendo-se primeiro no Palazzo Venezia, hóspede do embaixador veneziano Girolamo Zulian até que, em 1803, ele conseguiu adquirir uma residência que lhe servisse também como um estúdio.
A estrutura original do edifício era constituída por uma série de pequenos casebres de propriedade dos agostinianos de Santa Maria del Popolo, que o artista comprou e transformou numa única estrutura; em 1806, ele anexou ainda um par de casas contíguas pertencentes aos monges de Sant'Apollonia, criando desta forma um enorme estúdio ou uma "oficina estatuária", como definiu seu herdeiro, o amigo Antonio D'Este. Em Roma, o artista criou algumas de suas obras mais belas, como "Amor e Psiquê", "As Três Graças", a estátua conhecida como Venus Victrix, dedicada a Paolina Borghese (irmã de Napoleão), e "Madalena Penitente", obra de 1796 que ganhou fama por toda a Europa.
O estúdio era enorme, uma espécie de pequena fábrica, onde as estátuas de gesso que ele esculpia eram copiadas em blocos de mármore por seus assistentes, que utilizavam um sofisticado sistema de pantógrafos. No auge de sua fama, Canova dava apenas o toque final das estátuas "fabricadas" em seu estúdio.
Quando ele morreu, em 1822, o artista deixou a residência-estúdio para seu amigo Antonio D'Este e ao filho dele, Alessandro, como relembra uma lápide colocada na fachada de frente para a Via di San Giacomo. Uma outra lápide foi colocada nesta mesma fachada pela Comuna de Roma em 1871 para recordar a grande obra do escultor. Em 1875, a Casa foi leiloada: inicialmente não houve interessados, depois foi adquirida por um ferreiro e, em 1880, foi comprada pelo pintor Archimede Tranzi, pintor e mecenas romano, que ali instalou seu estúdio.
Em 1912, o edifício passou a brigar o "Sindicato dos Artistas" (em italiano:  "Unione degli Artisti"), que, em 1917, ali instalou uma nova placa encimada por um busto em bronze de Canova, obra de Giuseppe Guastalla com base no modelo de autorretrato de Canova conservado na Accademia di San Luca. Atualmente, a casa abriga uma galeria de arte, "Il Canovaccio", no interior da qual são organizados também encontros literários. Entretanto, as dimensões do estúdio moderno são muito menores que as originais, pois a parte de frente para a Via di Ripetta é utilizada área de serviço do vizinho Ospedale di San Giacomo.

## Antonio Canova

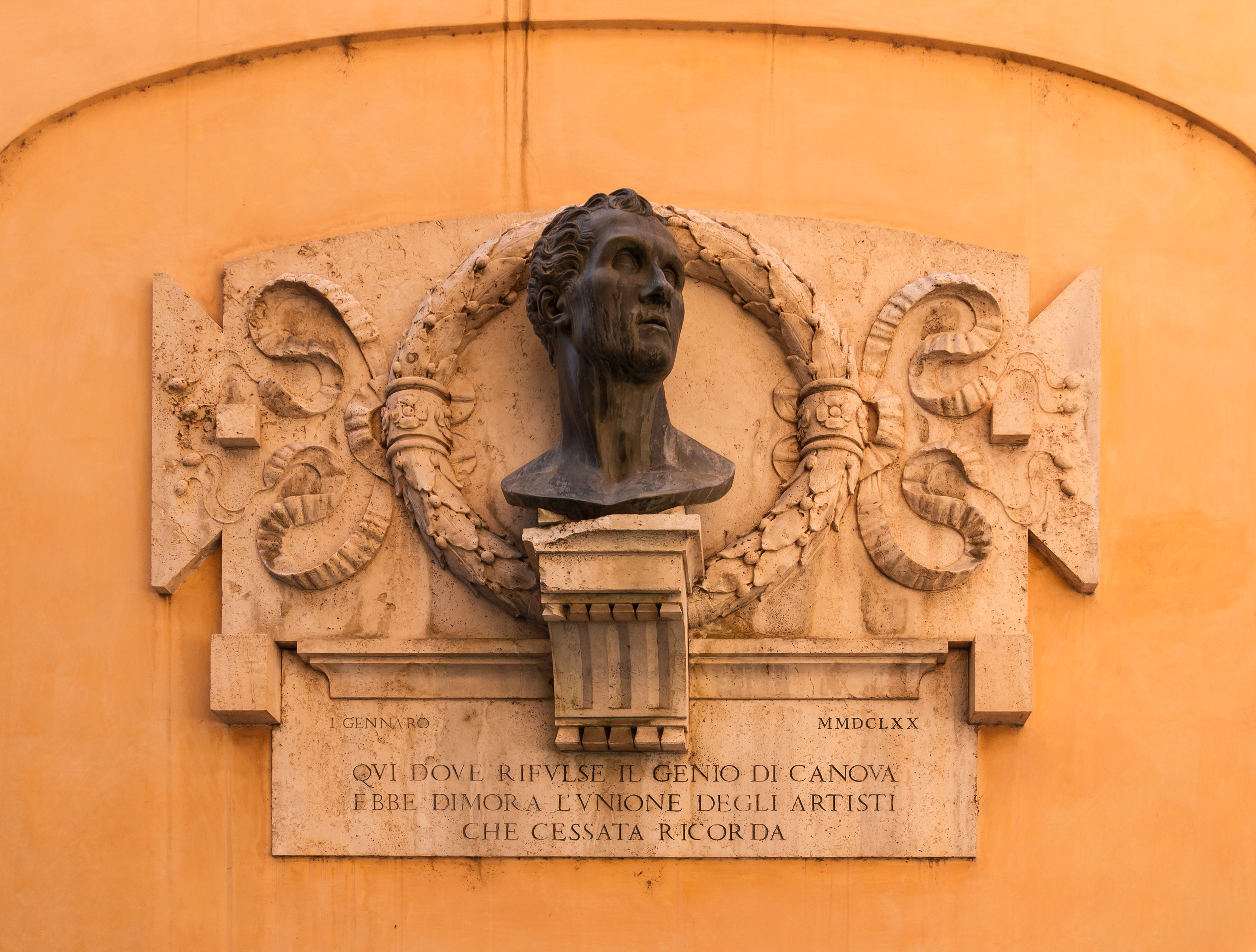
Busto de Canova na fachada.

Atualmente, a Via di San Giacomo chama-se Via Antonio Canova e liga a Via del Corso com a Via di Ripetta passando pelo lado sul do Ospedale. Canova é considerado o mais celebrado escultar do período neoclássico e sua fama era tanta que ele não foi afetado pelas muitas mudanças políticas que ocorreram durante a sua vida. Ele foi admirado por papas, pelos imperadores germânicos e pelos reis da Inglaterra, além de Napoleão, o feroz inimigo deles. Além disto, Canova teve um importante papel como arqueólogo (ele deu início às escavações na Via Appia Antica) e diplomata (ele recuperou diversas obras-primas que Napoleão havia confiscado e levado para Paris). O papa Pio VII o recompensou com o título de marquês de Ischia de Castro.